# Kenchō-ji
Kenchō-ji (建長寺) è un tempio Zen Rinzai a Kamakura, nella prefettura di Kanagawa, in Giappone, ed è il primo tra i cosiddetti Cinque grandi templi zen di Kamakura (il Kamakura Gozan) ed è il più antico monastero di formazione Zen in Giappone. Questi templi erano in cima al Sistema delle Cinque Montagne, una rete di templi Zen iniziata dai Reggenti Hōjō. Ancora molto grande, originariamente aveva un garan shichidō pieno e 49 sottempli.
Il tempio fu costruito per ordine dell'imperatore Go-Fukakusa e completato nel 1253, quinto anno dell'era Kenchō, da cui prende il nome. Fu fondata da Rankei Doryū, un maestro zen cinese che si trasferì in Giappone nel 1246, trascorrendo alcuni anni a Kyushu e Kyoto prima di venire a Kamakura.

## Il Kenchō-ji e lo shogunato

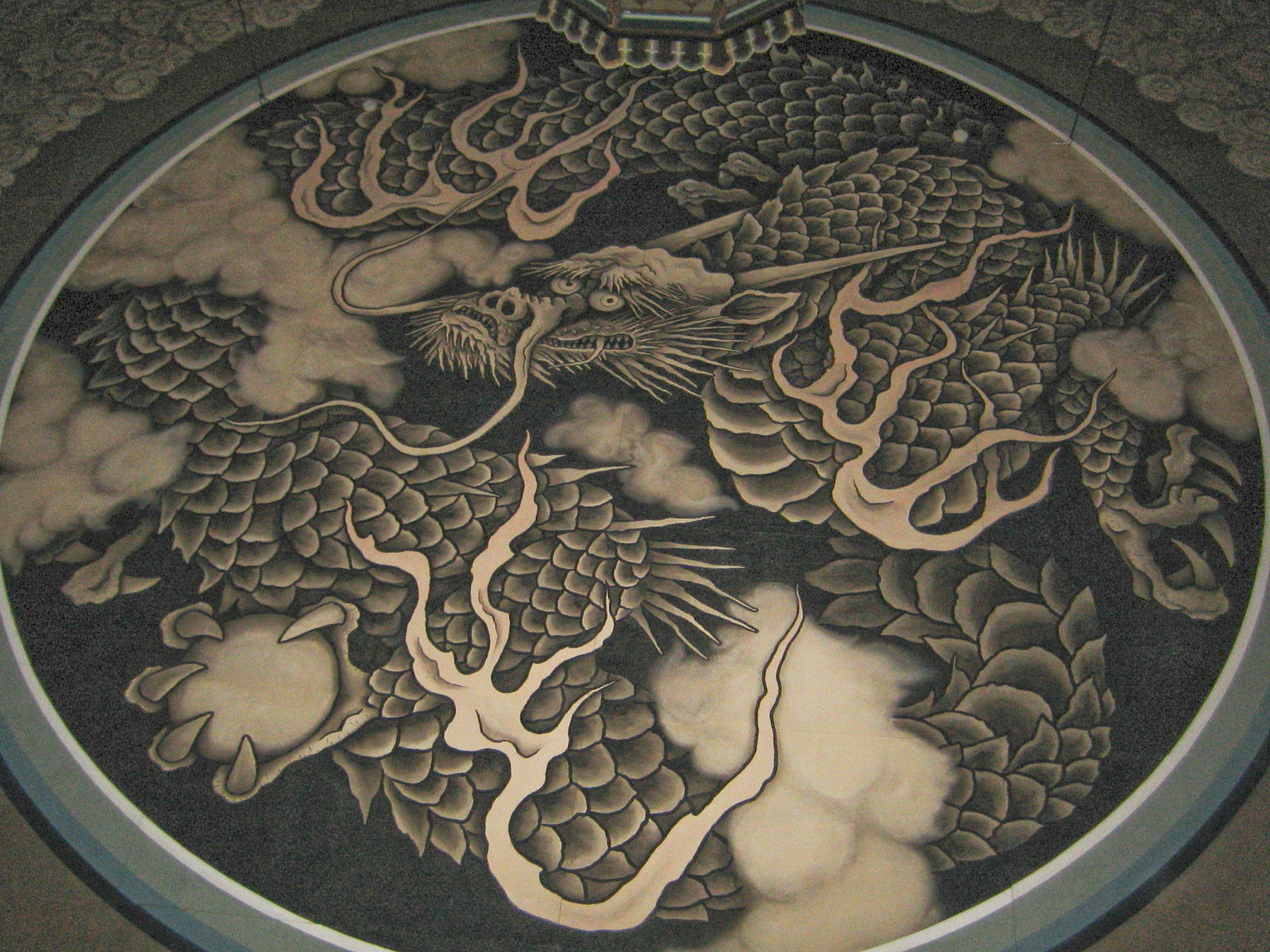
Il drago dipinto sul soffitto dellHattō

Il reggente di Kamakura Hōjō Tokiyori era il principale patrono del tempio durante i suoi primi anni. La sponsorizzazione era spirituale (era vicino a un maestro Zen)  oltre che politico: il Kamakura Gozan, l'organizzazione di cui questo tempio era a capo, ha avuto un ruolo importante nell'organizzazione dello shogunato. Il sistema, al quale Ashikaga aggiunse una serie di cinque templi a Kyoto chiamato Kyoto Gozan, fu adottato per promuovere lo Zen in Giappone, tuttavia, come era già accaduto in Cina, fu presto controllato e usato dalle classi dominanti del paese per i loro fini amministrativi e politici. Il sistema Gozan consentiva ai templi in cima di funzionare de facto come ministeri, usando la loro rete nazionale di templi per la distribuzione di leggi e norme governative e per il monitoraggio delle condizioni locali per i loro superiori militari. Gli Hōjō prima e gli Ashikaga in seguito furono quindi in grado di camuffare il loro potere sotto una maschera religiosa, mentre i monaci e i preti lavoravano per il governo come traduttori, diplomatici e consulenti.
Sotto il patronato dei loro padroni, i templi di Kenchō-ji e delle Cinque montagne divennero gradualmente centri di apprendimento e svilupparono una letteratura caratteristica chiamata Letteratura giapponese delle Cinque Montagne. Durante il Medioevo giapponese, i suoi studiosi esercitarono un'influenza di ampia portata sugli affari politici interni del paese.
Il sistema Gozan declinò infine con la dissoluzione dello shogunato Ashikaga che lo aveva sponsorizzato. Il rinascimento del Kenchō-ji avvenne nel XIX secolo sotto la guida del maestro Zen Aozora Kandō.

## Edifici e punti di interesse

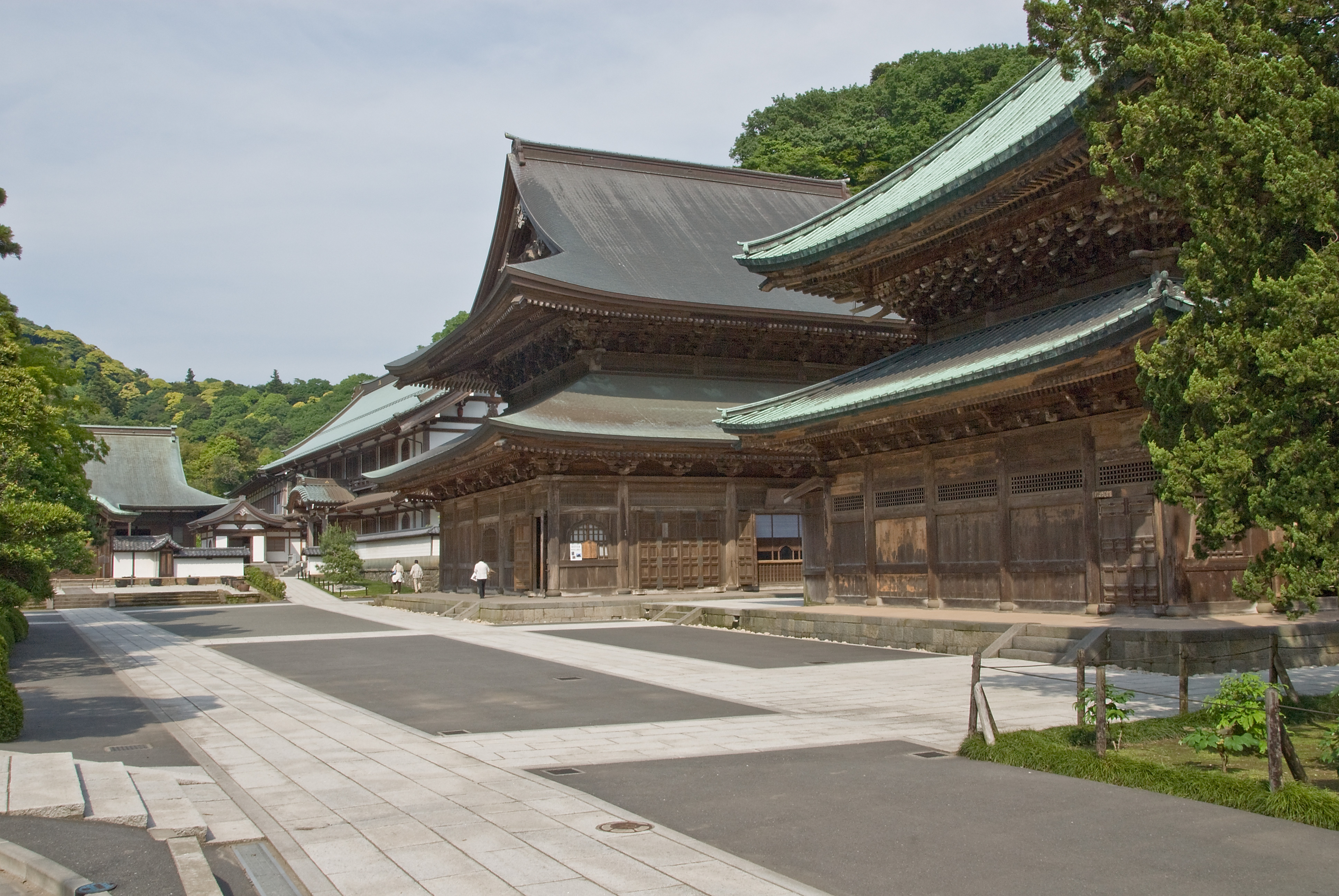
Da destra a sinistra i ginepri, il Butsuden, l'Hattō, il Karamon e i due edifici che compongono lHojō

Il Kenchō-ji originariamente consisteva in uno shichidō garan con 49 sottempli, ma la maggior parte di questi furono persi negli incendi nei secoli XIV e XV. È ancora un classico esempio di un garan zen con i suoi edifici allineati da nord a sud. Il complesso attualmente consiste di dieci sottotipi. Le sue strutture più importanti includono (in ordine dal primo ingresso):
- Il Sōmon (cancello esterno), dove si trovano le biglietterie, che è stato spostato qui dal tempio Hanju Zanmai a Kyoto.[1]
- Il Sanmon (ingresso principale), costruito nel 1754 con donazioni provenienti da tutta la regione del Kantō. Secondo una leggenda popolare, un cane procione (un tanuki) aiutò a raccogliere i soldi trasformandosi in un monaco per ripagare la gentilezza dei preti del tempio.[1] Per questo motivo, anche oggi viene chiamato spesso sanmon Tanuki-mon (狸門?, ingresso Tanuki).[1]
- Il Bonshō (Tempio della campana), fusa nel 1255, ed è un tesoro nazionale.
- Il Butsuden (lett. Sala del Buddha), un'importante proprietà culturale trasferita a Kamakura dallo Zōjō-ji di Tokyo nel 1647.[1]
- L'Hattō (Sala del Dharma), costruita nel 1814, dove si svolgono le cerimonie pubbliche. È la più grande struttura di legno buddista nel Giappone orientale.[1]
- Il Karamon (Grande porta), un'altra importante proprietà culturale, è stato portato qui dallo Zōjō-ji insieme al Butsuden.[1]
- Anche l'Hōjō (il quartier generale del capo sacerdote) fu trasferito dallo Hanju Zanmai-in a Kyoto e utilizzato per le cerimonie religiose.[1]
- Il monastero, dove i monaci sono addestrati alla meditazione, che rimane sempre chiuso al pubblico.[1] Consiste in uno Zen-dō (sala di meditazione), un kaisan-dō (sala del fondatore, una sala che custodisce il fondatore del tempio) e degli uffici amministrativi.[1]
- Il grande giardino Zen dietro l'Hōjō è chiamato Shin-ji Ike (心字池?, Laghetto del carattere mentale) e che ha la forma del carattere cinese mente (心?), è stato progettato dal famoso insegnante Zen, studioso, poeta e creatore di giardini Musō Soseki.[1]
- Un dipinto a soffitto recente di Koizumi Junsaku (2003) raffigurante un drago decora il soffitto dell'Hattō, l'edificio dietro il Butsuden. Per questo motivo, l'Hattō viene spesso chiamato Ryūō-den (龍王殿?).

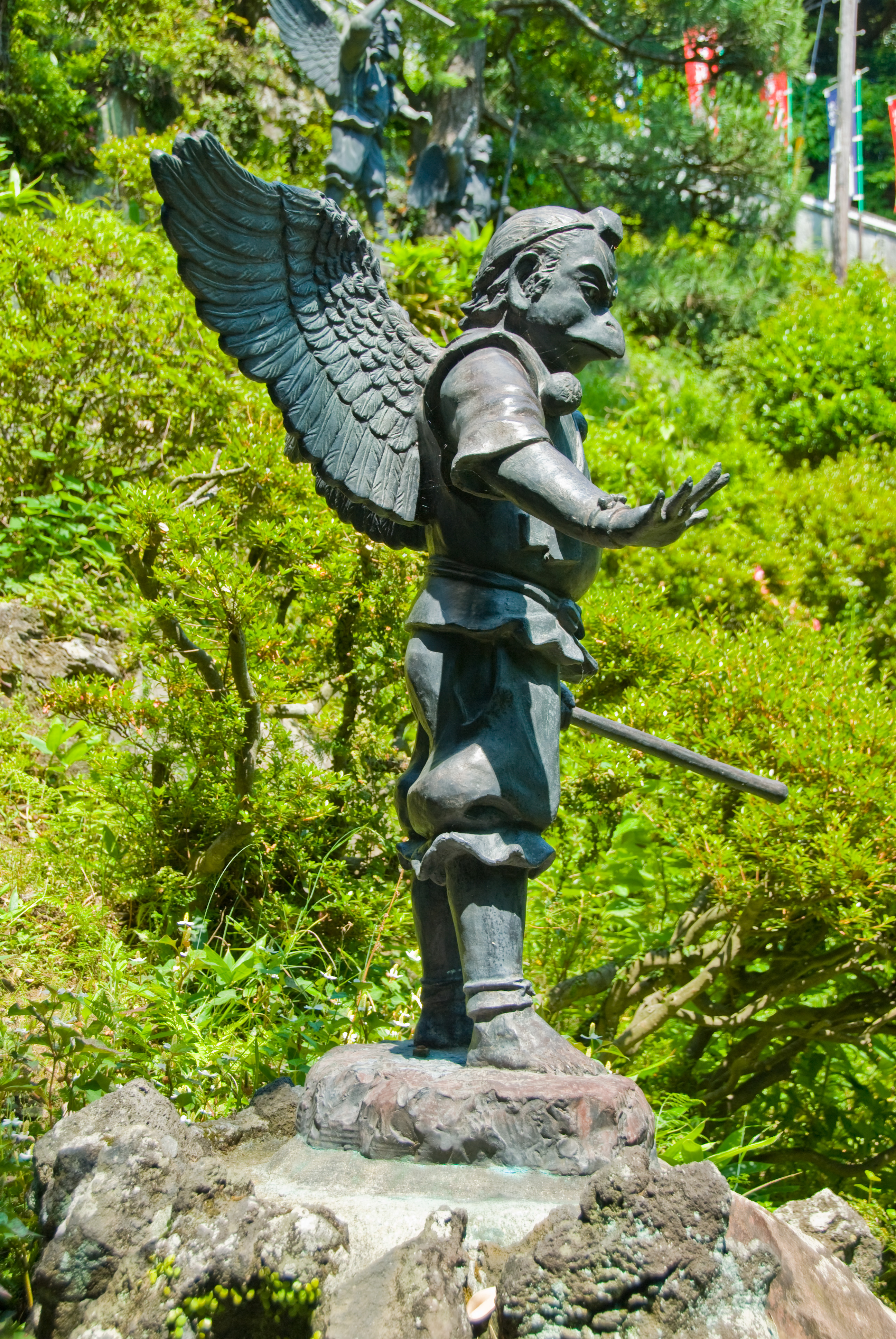
Il Karasu-tengu a cui è dedicato l'Hansōbō

Di fronte al Butsuden sorgono alcuni grandi ginepri cinesi che sono stati designati Tesori naturali. Al momento della fondazione del tempio, questi grandi alberi erano semplici alberelli portati dalla Cina dal fondatore Doryū. Sotto il più grande, un grande monumento in pietra circondato da catene ricorda i cittadini di Kamakura che morirono durante la guerra russo-giapponese del 1904-5.

### Hansōbō
Vicino alla fine del giardino del tempio, su una collina si trova l'Hansōbō, il grande santuario shintoista tutelare del tempio. Lo spirito consacrato è quello di Hansōbō Daigongen. Il gongen era originariamente lo spirito tutelare (chinju (鎮守/鎮主?) di Hōkō-ji a Shizuoka e fu portato qui nel 1890 da Aozora Kandō. Le statue sulle scale che conducono al santuario rappresentano i Tengu, entità simili ai goblin che accompagnano i gongen. Alcune delle creature hanno ali e un becco: sono un tipo di tengu chiamato Karasu-tengu (corvo tengu) per il loro aspetto. In una giornata limpida, dal santuario si può vedere il Fuji a ovest, e la baia di Sagami e Izu Ōshima a sud. Le pietre del giardino sono piene di nomi: sono quelle dei fedeli che hanno donato al tempio e che appartengono a oltre 100 diverse organizzazioni religiose. Questa zona era il Santuario Interno del tempio, che si trova ancora tra gli alberi in cima alla collina e che può essere raggiunto salendo le ripide scale che iniziano sulla destra del santuario, di fronte al Jizō-dō. Accanto al santuario c'è un ponte di osservazione dal quale, nelle giornate limpide, sono visibili Kamakura, Yuigahama e il Monte Fuji.
Alla fine del giardino, vicino all’Hansōbō, su una piccola collina che domina un lago si trova il Kaishun-in. Questo tempio remoto fu costruito nel 1334 e custodisce una statua di Monju Bosatsu.

## Sanmon Kajiwara Segaki-e

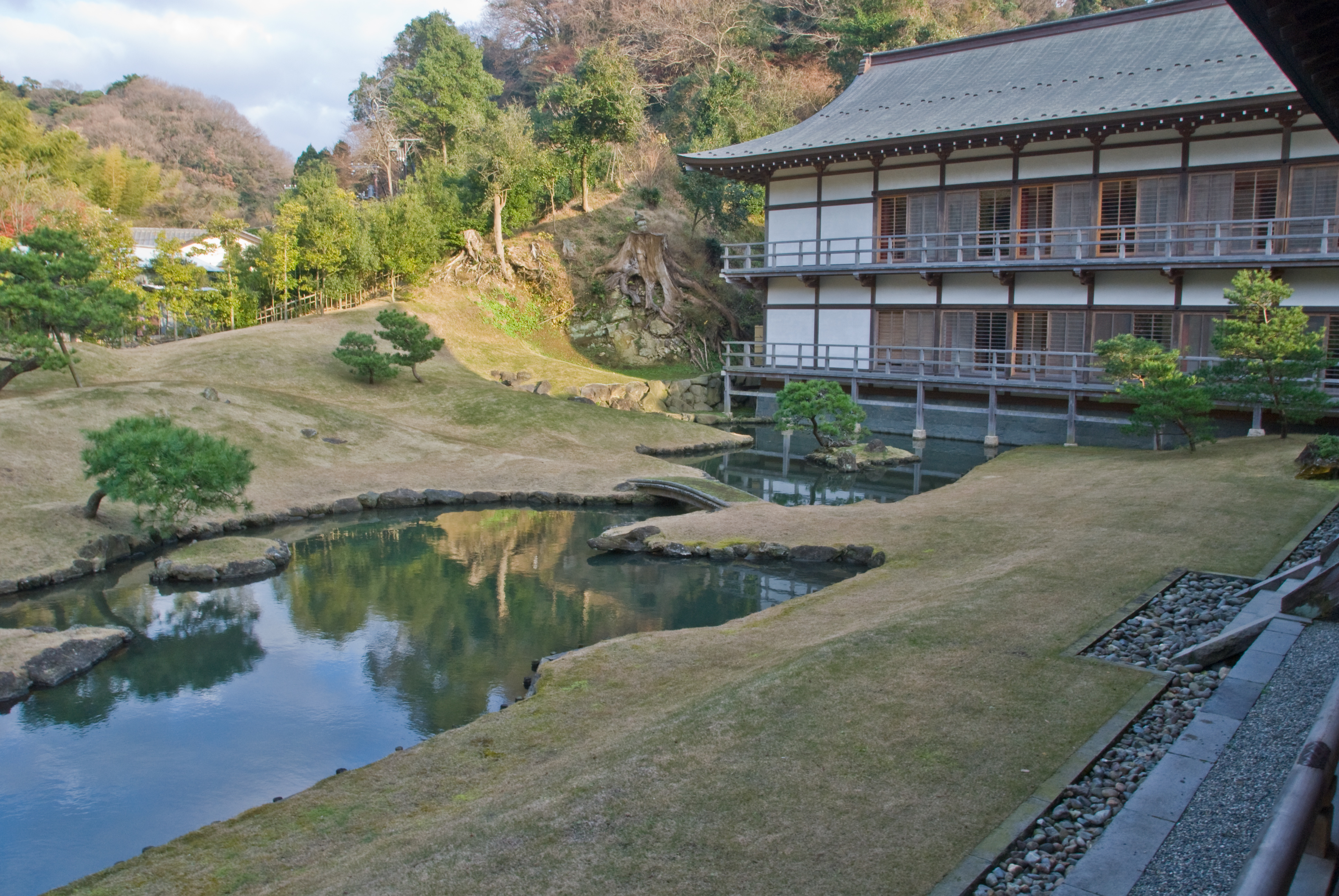
Il giardino zen dietro l'Hōjō e il suo stagno

Il 15 luglio (Obon, o il festival dei morti) presso l’Kenchō-ji si celebra la famosa cerimonia funeraria Sanmon Kajiwara Segaki-e (三門梶原施餓鬼会?). I normali riti funebri si svolgono al mattino presto sotto la porta di Sanmon. Solo presso il Kenchō-ji, si sono successivamente ripetuti dei rituali per l'anima di Kajiwara Kagetoki, un samurai del periodo Kamakura che morì durante il tumulto politico che seguì la morte di Minamoto no Sanetomo.
Si dice che le origini della cerimonia risalgano ai giorni di Doryū. La leggenda dice che un giorno, subito dopo la fine di un segaki, (un servizio buddista a favore degli spiriti sofferenti) apparve una figura spettrale. Avendo scoperto che il segaki era già finito, il guerriero sembrava così triste che il prete ripeté la cerimonia solo per lui. In seguito, l'uomo rivelò che era il fantasma di Kajiwara Kagetoki.